# Marcin Ziółkowski
Marcin Andrzej Ziółkowski (ur. 22 listopada 1790 w Rogoźnie lub Międzylesiu, zm. 23 stycznia 1864 w Radomsku) – polski prawnik i filantrop, fundator szpitala w Radomsku, uczestnik wojen napoleońskich.

## Wczesne lata
W młodości pełnił funkcje: kancelisty Sądu Kryminalnego Departamentu Poznańskiego i Kaliskiego w Poznaniu (1808), kancelisty Sądu Policji Poprawczej Obwodu Wschowskiego (1808-1809), pisarza Sądu Podsędkowskiego Kryminalnego i Sądu Policji Poprawczej we Wschowie (1810-1812). W tym okresie należał do lóż masońskich.

## Służba wojskowa
Był oficerem w służbie armii Księstwa Warszawskiego i Królestwa Polskiego. Uczestniczył w kampanii przeciw Moskwie (1812). W latach 1813–1814 przebywał w niewoli rosyjskiej. W  1815 r. ponownie podjął służbę wojskową, lecz już w roku następnym został na własną prośbę zdymisjonowany. Za walkę w wojskach napoleońskich odznaczony Medalem św. Heleny.

## Okres radomszczański
Po kilku latach dzierżawy dóbr ziemskich w Lublińcu, Hucie Starej A i Chorzenicach osiadł w Radomsku (1820). W 1823 r. nabył w wieczystą dzierżawę osadę na wójtostwie Bugaj na obrzeżach Radomska, w której w ciągu następnych trzech lat wybudował dom. Osiągnął znaczny majątek: posiadał w Radomsku siedem domów, był również dzierżawcą dóbr ziemskich m.in. w Kleszczowie i Dziepółci.

### Praca zawodowa
Pełnił funkcje kolejno funkcje pisarza (1820-1842) i podsędka (1842-1858) w Sądzie Pokoju Powiatu Radomskiego w Radomsku. W 1858 r. przeszedł na emeryturę.

### Przemysł
Był prekursorem przemysłu rękodzielniczego w Radomsku oraz w zarządzanych przez siebie majątkach ziemskich. Utworzył warsztaty bednarskie w okolicach Dziepółci. Zainicjował produkcję kolorowych wyrobów szklanych w hucie w Jasieniu.

### Działalność społeczna
Był pomysłodawcą utworzenia murowanego szpitala przy w Radomsku (szpital św. Aleksandra). Na ten cel ofiarował plac oraz budulec. Na rzecz szpitala przekazał środki pieniężne w swym testamencie. Po uroczystym otwarciu szpitala (1839) angażował się w organizację jego pracy. W latach 1835–1843 był przewodniczącym Rady Szczegółowej Opiekuńczej Szpitala św. Aleksandra w Radomsku. Zainicjował wydzielenie ochronki dla sierot z Domu Schronienia i utworzył na tej cel fundusz. Za zasługi przy wznoszeniu szpitala został odznaczony Orderem św. Stanisława 3 klasy oraz Znakiem Nieskazitelnej Służby.

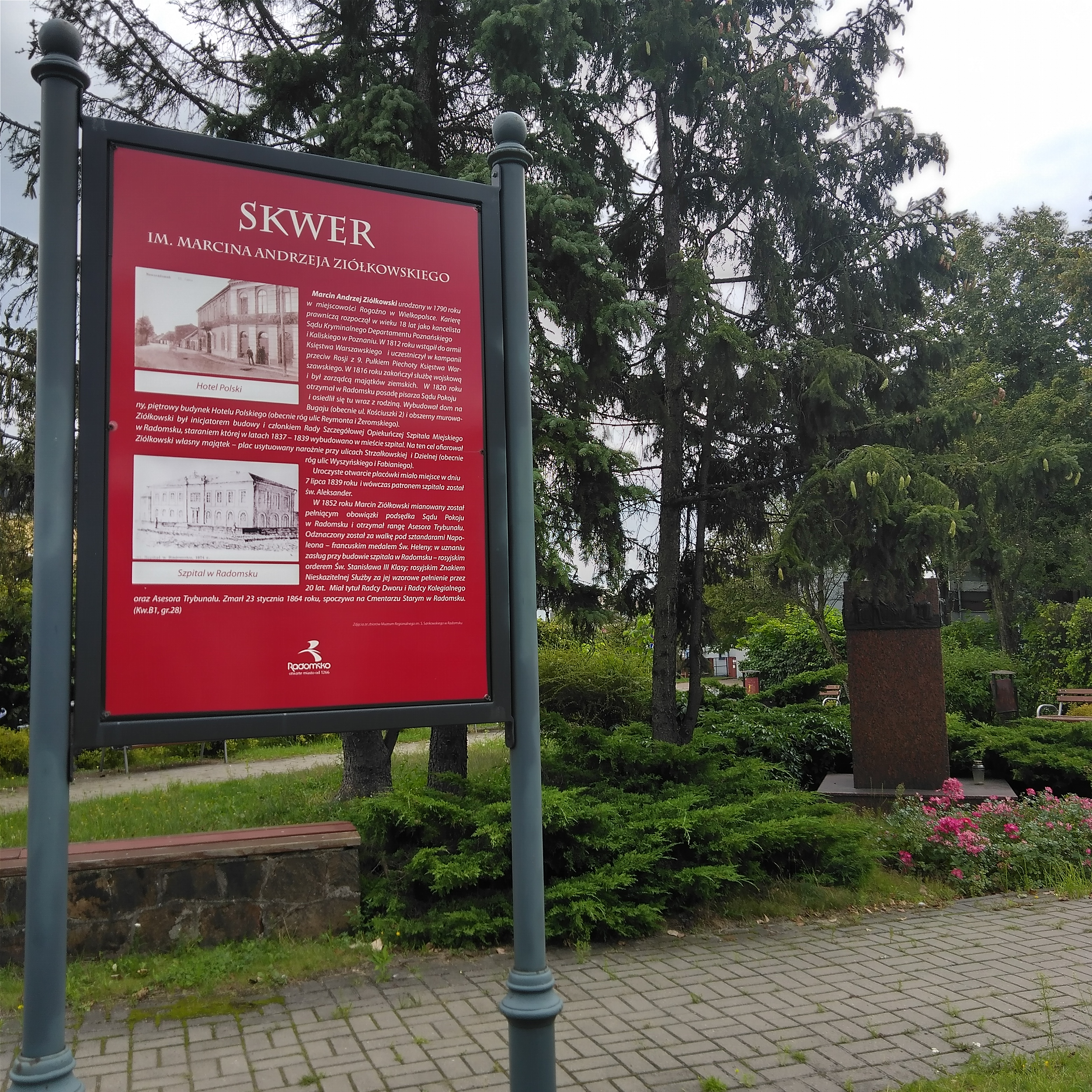
Skwer im. Marcina Andrzeja Ziółkowskiego w Radomsku (2024).

## Pochówek
Został pochowany na Cmentarzu Starym w Radomsku. W tym samym  grobie spoczywa również jego wnuk, Adolf Władysław Zawadzki (powstaniec styczniowy). W 2023 r. nagrobek został odnowiony z inicjatywy Polskiego Towarzystwa Historycznego (Oddział w Radomsku).

## Upamiętnienie
W 2016 r. imieniem Marcina Ziółkowskiego nazwano skwer w Radomsku.